# Kai Blasberg
Kai Blasberg (* 25. Januar 1965) ist ein deutscher Medienmanager. Er war von 2008 bis 2020 Geschäftsführer des privaten Fernsehsenders Tele 5.

## Leben
Blasberg ist Kommunikationswirt und absolvierte eine Lehre als Verlagskaufmann. Von 1982 bis 1989 war er bei der Kölnischen Rundschau angestellt, 1989/1990 beim Prinz. Anschließend ging Blasberg zum Fernsehen, war beim Werbezeitvermarkter IPA plus, heute IP Deutschland, im Verkauf tätig, wechselte 1992 als Verkaufsleiter zur Media Gruppe München, heute SevenOne Media, und blieb 1993–1997 als Marketingleiter und Programmdirektor beim damals neugegründeten DSF, heute Sport1. Nach einem Intermezzo als selbständiger Fernsehproduzent 1997/1998 war Blasberg Marketingleiter bei den Privatsendern Kabel eins (1999–2002) und ProSieben (2003/2004). 2005 wurde er Leiter Verkauf und Marketing beim Münchner Privatsender Tele 5 der Tele München Gruppe, der 2002 wiedergegründet worden war. Nach dem Weggang des Geschäftsführers Ludwig Bauer rückte Blasberg zum 1. Januar 2008 in dessen Position auf.
In seiner neuen Funktion betrieb Blasberg eine Neuausrichtung des Senders weg vom reinen Abspielkanal für Spielfilme und Serien aus dem Rechtepool der TMG und brachte eine Reihe von Eigenproduktionen ins Programm, die Tele 5 Aufmerksamkeit und Medienauszeichnungen bescherten (u. a. Höggschde Konzentration, Hans Sarpei – Das T steht für Coach, Oliver Kalkofes Nichtgedanken, Die schlechtesten Filme aller Zeiten, Walulis sieht fern, Christian Ulmens Who wants to fuck my girlfriend?, Stuckrad-Barre, Kalkofes Mattscheibe Rekalked, Playlist – Sound of My Life, Eye TV – Der durchgeknallte Puppensender und Der Klügere kippt nach von Hugo Egon Balder). Für seine „mutige und originelle Programmgestaltung“ wurde Blasberg selbst für einen Spezialpreis des Grimme-Preis 2014 nominiert. Im Podcast Zwei Herren mit Hund wirft Kai Blasberg zusammen mit „Mr. Media“ Thomas Koch einen persönlichen, kritisch ironischen Blick auf die Welt der Werbe- und Mediaagenturen und kritisiert auch Inhaltsanbieter wie YouTube oder E-Commerce Anbieter wie Amazon. Zusammen mit dem deutschen Filmregisseur, Produzenten und Drehbuchautor Uwe Boll, der als „Enfant terrible“ gilt, bespricht Blasberg vielfältige Themen. Das Credo des Podcasts lautet „Wir haben eine Meinung zu fast Allem und teilen sie mit..manchmal lehrreich, oft kontrovers und fast immer lustig.“
Die Claims „Mittendrin, statt nur dabei“ (DSF), „We love to entertain you“ (Pro Sieben) und „Anders ist besser“ (Tele 5) sowie auch „Die besten Filme aller Zeiten“ (Kabel 1) gehen auf sein Wirken zurück.
2018 hat Kai Blasberg aus Protest gegen Zensur bei YouTube medienwirksam den Rückzug von Tele 5 aus der größten Videoplattform der Welt verkündet. Stein des Anstoßes war die Darstellung eines weiblichen Brustnippels in einem Filmtrailer. Eine Verwarnung seitens YouTube erfolgte umgehend. Das sei „ein Schlag in[s] Gesicht der Meinungsfreiheit“. Unter dem Hashtag #YouXit hinterließ Blasberg ein Musikvideo, in welchem der Videokanal „als Hure“ beschimpft wird.
Blasberg gilt als Erfinder des Fußballstammtischs Doppelpass, einer Fußball-Talkshow, der von ihm initiiert erstmals am 17. Juni 1995 als Pilot am Münchener Flughafen ausgestrahlt wurde.
Nach der Übernahme von Tele 5 durch Discovery Deutschland im August 2020 verließ Blasberg den Sender nach 15 Jahren. Als Grund nannte er, dass für einen großen TV-Konzern zu arbeiten nicht in seine Lebensplanung passe.
Blasberg war bis zum 31. März 2022 Mitglied der SPD.

## Filmografie
Synchronsprecher
- 2013: Eye TV – Der durchgeknallte Puppensender (als Chef)
- 2019: Playmobil – Der Film

Initiator
- 2013: Die schlechtesten Filme aller Zeiten

Eigene Auftritte
- 2014: Fernsehkritik-TV (Folge 131)
- 2019: Die schlechtesten Filme aller Zeiten (Folge 100)
- 2019: Kalkofes Mattscheibe Rekalked (Hinter den Kulissen des Wahnsinns – 25 Jahre Kalkofes Mattscheibe)